# Přemysl II. Velkopolský
Přemysl II. Velkopolský (14. října 1257, Poznaň – 8. února 1296, Rogoźno) byl polský král z dynastie Piastovců. Byl synem velkopolského knížete Přemysla I. a Alžběty Vratislavské, dcery slezského knížete Jindřicha II. Pobožného.

## Přemyslův původ
Přemyslův otec, který zemřel již 4. června 1257, tj. před narozením syna, pocházel z velkopolské větve rodu Piastovců, matka pak z větve slezské. Přemysl II. byl jejich posledním dítětem a jediným synem, tudíž dědicem vévodství. Měl čtyři sestry. Zatímco Konstancie byla zasnoubená s příslušníkem braniborského rodu Askánců Konrádem IV., Eufrosina, Anna a Eufemie vstoupily do kláštera. Poručníkem nezletilého Přemysla se stal jeho strýc, mladší bratr Přemysla I. Boleslav, zvaný Pobožný, kníže poznaňský.

### Mocenské pozadí
Boleslav vládl ve Velkopolsku společně s Přemyslem I. od roku 1241, po smrti Jindřicha II. Pobožného, knížete vratislavského, krakovského a velkopolského, v bitvě u Lehnice. Roku 1247 si však bratři zemi rozdělili. Vztahy mezi nimi se zkalily natolik, že v letech 1250–1253 Přemysl I. mladšího bratra věznil.
Celkem bylo Velkopolsko děleno mezi bratry třikrát, naposledy roku 1253. Přemysl I. získal západní část (poznaňský úděl) a Boleslav východní část (kališsko-hnězdenský úděl). Přemysl střežil hranice země na straně Slezska, Branibor a Pomoří, kdežto Boleslav chránil zemi na straně přivrácené ke Kujavsku. Přemysl se postaral i o jejich sestry – provdal je za knížata slezská. Salomeu roku 1249 za Konráda I. Hlohovského a Eufemii roku 1251 za Vladislava Opolského. Země se za jeho vlády nacházela v příznivých poměrech, neboť sousedé – Slezsko, Malopolsko a Kujavsko – byli oslabeni.

## Vláda Přemyslova strýce Boleslava Pobožného
Po smrti bratra Boleslav Pobožný vládl v obou údělech. Roku 1258 řešil pokus o vzpouru – část rytířů totiž byla příznivci Kazimíra Kujavského, kdežto část proslezská chtěla povolat na trůn spíše Boleslava Rogatku nebo Vladimíra Opolského. Udržel však jednotu země. Byl velkým příznivcem církve, které vydával privilegia, jeho stoupencem byl hnězdenský arcibiskup Pełka. Podporoval i kolonizaci neosídlených území. Velkopolsko již roku 1243 uzavřelo obchodní smlouvu s Řádem německých rytířů. Roku 1264 vydal Boleslav privilegium pro Židy. Za jeho vlády se Velkopolsko stalo nejuspořádanějším polským údělem své doby, čímž byl položen základ pro obnovu země. Roku 1268 byl povolán velmoži a rytíři Kujavska na tamní trůn, vrátil ho však později Siemomyslovi, vyhradil si jen řízení zahraniční politiky.
Boleslav měl od roku 1256 za manželku Helenu, švagrovou Boleslava Stydlivého, vládce Krakova, dceru krále Uher. Měl ale jen tři dcery a tak vláda byla určena jeho synovci Přemyslovi II. Ten byl zatím vychováván poznaňskými kněžími – kustodem a letopiscem Baszkou, biskupem Bogufalem, podle některých později i arcibiskupem Janem Świnkou.

### Boje s Branibory
V té době se největším nepřítelem Velkopolska stal rod Askánců, vévodů Braniborských. Jejich výboje směřovaly hlavně do Pomořan. Dobyli i Gdaňsk, na což Boleslav reagoval roku 1272 tím, že město obsadil, zbořil opevnění, vyhnal braniborskou posádku a navrátil přístav Mstivojovi II., vládci nejvýchodnějšího pomořského knížectví.
V květnu 1272 je pak doložena účast Přemysla II. na výpravě Boleslavově do zanotečské oblasti markrabat braniborských. Spor o oblast byl dlouhodobější. Sestra Přemysla II. Konstancie dostala věnem roku 1260 část kastelanie santocké, oblast byla však v letech 1265-1266 celá Branibory dobyta. Poté následovaly dlouhodobé drobné srážky, jejichž součástí byla i výprava, na níž byl účasten Přemysl a během níž za asi pět dní byly dobyty dva hrady – Strzelec a Drzen. Zrovna v té době bylo Braniborsko zmítáno vnitřními spory, kdežto velkopolskému vojsku asi poskytli pomoc Pomořané.
Spojenectví s Pomořany bylo upevněno 1. července roku 1275 sňatkem Přemysla II. s Lutgardou, dcerou Jindřicha řečeného Poutník, vévody vyšeměřského a Anastázie, dcery Barnima, vévody Slavie, který se konal v Štětíně. Nevěstě bylo v té době asi dvanáct let. Sňatek byl dojednán Boleslavem a byl snad podmínkou toho, aby Přemysl dostal vlastní úděl. Akce zaměřená proti Braniborsku vedla k jejich protiútoku na Pomoří, jehož vládce Mstivoj II. se v září 1273 usmířil s Askánci. Podmínky byly lepší než předtím – stal se sice leníkem Askánců, zůstalo mu však město Gdaňsk. Roku 1274 pak Braniboři vypálili Poznaň.

### Neshody s Přemyslovci
V té době do Slezska, země hraničící s Velkopolskem, zasahoval vliv českého krále Přemysla Otakara II. Slezsko bylo však rozdrobené. K roku 1277 Hlohovsko ovládal Konrád I. a jeho synové, Lehnicko Boleslav řečený Rogatka, Vratislavsko od roku 1266 Jindřich IV. Probus, Opolsko pak Vladislav. Jindřich Vratislavský a Vladislav Opolský byli stoupenci Přemysla Otakara. Naproti tomu Boleslav Stydlivý, vládce Krakovska, byl spojencem nepřátel Přemysla – Uher. S Velkopolskem hraničilo Vratislavsko a Hlohovsko.
Boleslav Pobožný, příbuzný uherského krále, byl v táboře uherském, počátkem 70. let však přešel do tábora českého. Boleslav Rogatka chtěl získat část Vratislavska a Jindřicha IV. zajal. Přemysl Otakar mu vytáhl na pomoc, převzal sám vládu ve Vratislavsku a za pomoci vratislavských velmožů vytvořil koalici v čele s velkopolským knížetem Přemyslem II. Ten byl sice 24. června u Stolzce (Frankensteinu) Boleslavem Rogatkou poražen, ale Přemysl Otakar Rogatku přesto donutil diplomatickou cestou Jindřicha IV. vydat, ten se ovšem zavázal vydat třetinu svého dědického podílu po svém strýci Vladislavovi, arcibiskupu Salcburskému na Vratislavsku. Tím byla posílena pozice českého krále proti Rudolfovi Habsburskému, na sjezdu v Opavě téhož roku dojednal smlouvu o vzájemné pomoci. Na jeho stranu se přidal i dosud prouherský Boleslav Stydlivý.
V téže době Boleslav Pobožný dobyl Santok a upevnil hranice notečské proti braniborské marce. Pomoc mu poskytl Mstivoj II., jenž potřeboval jeho spojenectví na ochranu proti Řádu německých rytířů, jeho strýcové Ratibor a Sambor totiž darovali řádu své úděly na východ od jeho země, ze západu pak byl ohrožován Askánci, neboť Vislav Rujanský prodal roku 1277 zemi słavenskou s hrady a městem Rügenwalde, které však Mstivoj II. ovládl silou. Roku 1278 došlo k bitvě na Moravském poli, které se Přemysl II. Velkopolský nezúčastnil, jeho strýc Boleslav však snad na pomoc Přemyslu Otakarovi II. přišel.

## První léta samostatné vlády

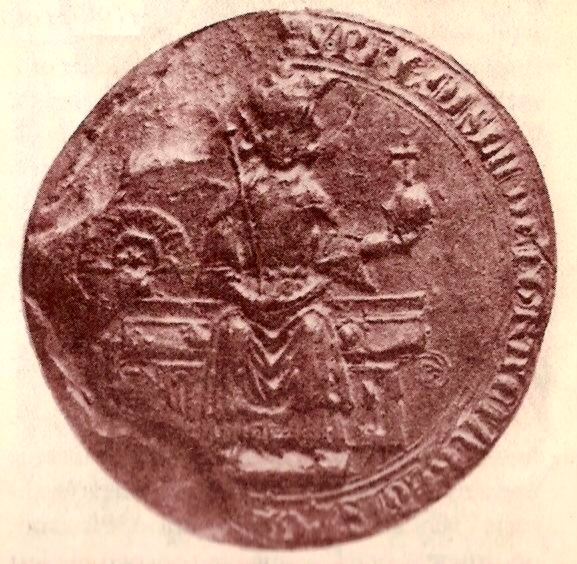
Královská Přemyslova pečeť

Dne 13. dubna roku 1279 Boleslav Pobožný, kníže kališský umírá a zem je sjednocena v rukou jeho synovce Přemysla II., neboť Boleslav neměl mužských potomků. Přemysl se stal jedním z nejmocnějších knížat polských, vedle Jindřicha IV. Vratislavského a Leška Černého, od roku 1279 vládce Malopolska. Postupně provdal své sestřenice – nejstarší Alžbětu za Vladislava, zvaného pro svou malou výšku Lokýtek, syna Kazimíra Břeštsko-kujavského a Konstancie a bratra Leškova, mladší Alžbětu pak za Jindřicha Lehnického, syna to Boleslava Rogatky. jen nejmladší Anna zemřela neprovdána.
Jindřich IV. Vratislavský roku 1281 zajal Konráda Hlohovského, Jindřicha Lehnického a Přemysla, ten mu musel vrátit zemi Rudskou, kterou od něho získal roku 1277 Boleslav Pobožný, když byl v těžkém postavení, ostatní mu museli slíbit sloužit s 30 kopiníky po 5 let. Zajatcům táhlo na pomoc vojsko z Velkopolska, ale neuspělo.
Na severu byl zatím pro své spory s Řádem o zemi gniewskou Mstivoj II. nucen spolupracovat s Velkopolskem, které bylo nejsilnějším sousedem, se kterým nebyl ve sporu. 15. února 1282 odkázal celé své knížectví Přemyslu Velkopolskému při setkání obou knížat v Kępně. Obě území byla oddělena řekou Notečí, bažinami a pralesy. Získání území řádem tak bylo pozdrženo do roku 1309, kdy o ně v bojích přišel Vladislav Lokýtek.
Roku 1283, ve věku asi 22 let, umírá Přemyslova první manželka Lutgarda, pohřbená 15. prosince. Manželství bylo neplodné a vzhledem k tomu, že v listinách té doby o ní není zmínek, vztah manželů asi nebyl kladný. Pozdější kronikář Jan Długosz píše, že byla zavražděna na popud Přemyslův. Pravdou je, že po její smrti je Přemysl nápadně štědrý k církvi – dává arcibiskupovi J. Świnkovi prsten, roku 1283 zakládá klášter dominikánek v Poznani, kterému daruje vsi Piątków, Rudnicę a Zaparcice, činí nadaci špitálu sv. Ducha v Kališi, obdarovává církev hnězdenskou a poznaňskou. Přesto ani pak se o ní v listinách nezmiňuje, neporoučí jako po smrti druhé manželky Rixy, aby se církev za její duši modlila.
Roku 1284 s podporou církve a měst potlačuje Přemysl II. povstání šlechtice Zaremby.
Dne 11. října 1285 uzavírá kníže Přemysl sňatek s švédskou princeznou Rixou, dcerou sesazeného švédského krále Valdemara I. a jeho ženy Sofie, princezny dánské. Přes moře v souvislosti se sňatkem cestoval protonotář Thilon, aby zastoupil Přemysla při obřadu. Z manželství se 1. září 1288 narodila jediná dcera Eliška Rejčka, později manželka českého a polského krále Václava II. a českého krále a rakouského vévody Rudolfa III., která zemřela 19. října 1335. Její matka Rixa umírá někdy před rokem 1293.
Roku 1287 uzavřel spolek s Bohuslavem IV. Pomořanským – Volgatským (Štětínským) a Mstivojem II. namířený proti Braniborsku a obnovený roku 1291.

## Boje o hegemonii

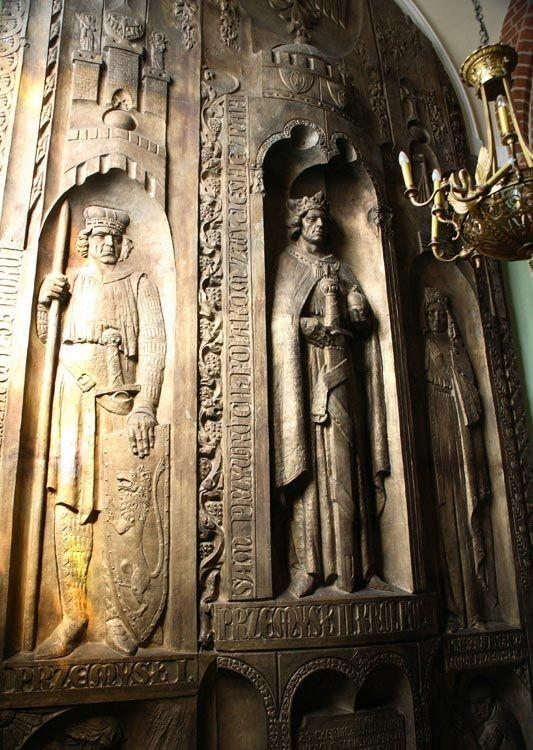
Přemyslův epitaf v Poznani

Zatím doba spěla k sjednocení země. První se o to pokusil Lešek Černý, který roku 1279 získal Malopolsko a spojil ho s Sieradskem a částí Łęczycka. Potlačil dvojí povstání malopolských velmožů, podporoval města, ale roku 1288 zemřel. Již roku 1287 však zemi odkázal na popud arcibiskupa Śvinky Jindřichovi IV. Vratislavského, který pak byl měšťany povolán na trůn. Již roku 1278 získal Kladsko, roku 1280 uznal lenní svrchovanost Rudolfa Habsburského, dlouho válčil s biskupem vratislavským Tomášem II. Roku 1279 vykoupil zemi Krosenskou, přechodně ovládl zemi Wieluňskou, zastavenou Braniborsku, získal lenní svrchovanost knížat Lehnice a Hlohova. O Malopolsko bojoval s płockým knížetem Boleslavem a pak s Vladislavem Lokýtkem, podporovaným z Rusi. Roku 1289 ovládl Krakov, ale než došlo ke korunovaci, roku 1290 zemřel.
Vratislavsko odkázal hlohovskému Jindřichovi III., který měl později zdědit i úděly zatím bezdětného Přemysla II., Přemyslu odkázal Malopolsko, který měl dát 100 hřiven zlata na vybudování kláštera při chrámu sv. Václava v Krakově, Kladsko mělo být vráceno českému králi Václavu II., a ten měl chránit ostatní dědice. Václav II. však uplatňoval nárok na celé dědictví, neboť předtím uzavřel s Jindřichem dědickou smlouvu a také proto, že Rudolf Habsburský, jeho tchán, mu roku 1290 předal všechna léna uprázdněná smrtí Jindřichovou.
Krakov obsadil Přemysl II. 23. června 1290, svoji moc pak rozšířil podstatně do srpna, Sandoměřsko získal Vladislav Lokýtek. Václav II. zatím roku 1289 přijal lenní hold od bytomského knížete Kazimíra a pak roku 1291 od těšínského knížete Měška a opolského Boleslava, se kterými uzavřel spojeneckou smlouvu. V Malopolsku ho podporoval zejména krakovský velmož Jindřich z Vošova, purkrabí hradů Skała, Słavków a Nowého Zamku u Krakova. Přemysl II. měl málo sil na válku, a tak roku 1291 podstoupil Václavu II. nároky na Malopolsko, zůstaly mu však korunovační klenoty. Václav II. tak získal titul „Dux Cracoviae et Sandomiriae“. Lokýtkovi však zůstalo Sandoměřsko a neteř Fenenu provdal za krále Uher Ondřeje III.

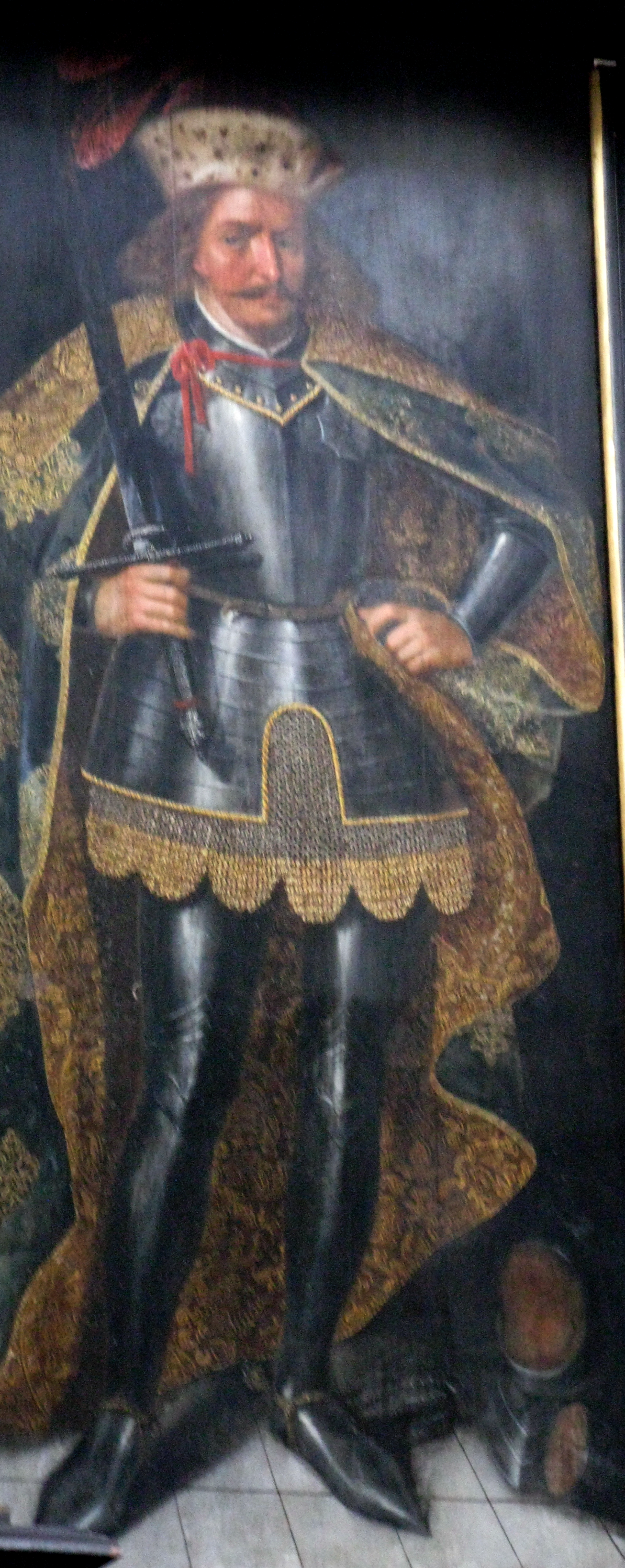
Mstivoj II.

V této době Přemyslu II. zůstala možnost expanze do Gdaňského pomoří. Roku 1290 se setkal s Mstivojem II. a pomořskou šlechtou, a byl uznán za jejich lenního pána a dědice. Dohodou Václavu II. odstoupil za finanční odškodnění a zprostředkování sňatku s Markétou, dcerou markraběte Albrechta III., Malopolsko. Tím měla být posílena velkopolská hegemonie v Gdaňském Pomoří, ač se Askánci svých nároků nezřekli.
Vojsko Václava II. zatím bylo v Sandoměři zastaveno Vladislavem Lokýtkem a Uhry a bylo uzavřeno příměří. Roku 1292 zatím Václav II. dobyl Sandoměř, zatlačil Lokýtka do Sieradzu, kde byl zajat s bratrem Kazimírem a musel učinit 28. září lenní slib. Roku 1293 se však Přemysl II. spojil s Vladislavem proti Václavu II. a po smrti svého spojence Mstivoje II. 25. prosince 1294 připojil ke svým državám Pomořansko.

## Vzestup a smrt
Zatímco český král Václav II. rozšiřoval svoji moc, hnězdenský arcibiskup Jan Śvinka, který se obával rozvoje krakovského centra, korunoval v červnu 1295 se souhlasem papežské kurie v Hnězdně Přemysla II. Velkopolského za polského krále. Korunovace se vztahovala teritoriálně jen na velkopolskou državu, podle názoru Prahy jen na Kališsko (ani ne na Poznaňsko), podle papežského pověření však na celé Polsko, a byla tak formálně zcela legitimní. Václav II. se však necítil být ohrožen ve své vládě.
Dne 8. února 1296 byl Přemysl II. přepaden na královském dvorci v Rogožně, jeho družina byla pobita a vládce odvlečen, pro smrtelné zranění však opuštěn. Královna Markéta se poté vrátila do Braniborska i s Přemyslovou dcerou z druhého manželství Rejčkou. Za viníka vraždy jsou většinou považováni braniborští Askánci, mohli to však být Zarembové, nebo Nałeczové, nejspíše se však jednalo o všeobecné spiknutí, kdy šlechta měla umožnit krále zajmout a odvléci do Braniborska. Cílem bylo získat Gdaňské Pomoří, možná dokonce získat vládu ve Velkopolsku - Eliška Rejčka byla totiž zasnoubena za syna Oty V. Dlouhého. Vyskytly se i úvahy o zapojení Václava II.
Přemysl svá území odkázal Jindřichovi Hlohovskému, ale velkopolští velmoži a rytíři zvolili raději za krále Vladislava Lokýtka. Jindřich si však vynutil roku 1296 odstoupení západní části Velkopolska až po Odru a Vartu, čímž byl zdiskreditován polský sjednocovací program a usnadněno pronikání Václava II. do Polska.

## Manželství a potomci
1) manželka Ludgarda (sňatek 1. července 1275 ve Štětíně, † 12. prosince 1283), dcera knížete meklenburského Jindřicha I. Poutníka – manželství bylo bezdětné
2) manželka Rixa Švédská (sňatek 11. října 1285), dcera Valdemara I., krále švédského
- dcera Rixa (Eliška Rejčka), provdaná za českého a polského krále Václava II. z rodu Přemyslovců

3) manželka Markéta Braniborská (sňatek 1293), dcera Alberta III., markraběte braniborského – manželství bylo bezdětné